# Shaun Murphy (cantante)
Shaun Murphy (conocida a nivel artístico como Stoney) es una cantante y compositora estadounidense, reconocida por su asociación con la popular discográfica Motown al comienzo de su carrera.

## Carrera
Murphy inició su carrera en la música en 1971 realizando un dúo con el cantante de Texas Meat Loaf. El resultado fue el álbum Stoney & Meatloaf. El dúo anteriormente había compartido escenario en el musical Hair en Detroit. Tras una breve gira con Meat Loaf, Stoney se radicó permanentemente en Detroit en 1973 para trabajar con el solista Bob Seger. Apareció en algunos álbumes de estudio del músico y lo acompañó en algunas giras.
Retornó a Los Ángeles en 1985 para trabajar en el disco Behind the Sun de Eric Clapton. Apareció en la gira de soporte del disco, que incluyó una presentación en el famoso Live Aid.
A partir de entonces, Stoney se desempeñó como música de sesión o de gira para artistas y agrupaciones como The Moody Blues, Bob Seger, Herbie Hancock,  Phil Collins, Glenn Frey, Joe Walsh, Maria Muldaur, Bruce Hornsby, Michael Bolton, Coco Montoya, Alice Cooper y Little Feat, además de adelantar su propio proyecto, The Shaun Murphy Band.
En 2012, su álbum Ask for the Moon fue nominado a tres Premios Grammy y ganó dos premios Blues Blast.